# Lubna Tahtamouni
 
Lubna Hamid Tawfiq Tahtamouni (em árabe: لبنى تهتموني ; nascida em 24 de janeiro de 1976) é uma bióloga jordaniana conhecida por seu trabalho em biologia do desenvolvimento e pesquisa sobre o câncer. Ela é chefe do Departamento de Biologia e Biotecnologia da Universidade Hashemite em Zarqa, na Jordânia. Ela ganhou vários prêmios por seu trabalho sobre o câncer de mama e é conhecida como uma defensora da permissão para que mulheres jovens no mundo árabe escolham uma carreira científica. Em 2016, ela foi nomeada uma das 100 mulheres da BBC.

## Infância e educação
Tahtamouni foi a terceira de seis filhos e foi criada em Irbid, no norte da Jordânia, uma cidade conhecida por seus moradores bem-educados. Ela frequentou a Universidade da Jordânia, obtendo o diploma de bacharel em 1997 e o mestrado em 2000. Ela foi colocada em um programa de biologia como estudante de graduação devido às suas altas notas nos testes. Para seu mestrado, ela se especializou em biologia reprodutiva e do desenvolvimento sob Hameed Al Haj.
Ela fez seu trabalho de doutorado nos Estados Unidos na Colorado State University, graduando-se em 2005, e trabalhou com a migração de células embrionárias e metastáticas sob orientação de James Bamburg. Ela creditou o diploma à sua família pelo apoio à sua carreira na ciência e à sua decisão de se mudar para os Estados Unidos.

## Carreira
Tahtamouni voltou para a Jordânia após concluir seu doutorado a fim de ajudar a inspirar mulheres jovens locais a investirem em estudos científicos avançados  e pelo seu compromisso com as instituições que apoiaram sua mudança para os Estados Unidos. Em 2008, ela foi nomeada diretora de uma instalação de microscopia na Universidade Hachemita, para a qual ela conseguiu financiamento. Ela também organizou workshops de redação de propostas para novos professores para aumentar suas chances de obter financiamento, inclusive de fontes estrangeiras. Ela passou os verões trabalhando na Austrália e nos Estados Unidos para se manter atualizada com os métodos de pesquisa atuais.
Em 2011, ela foi nomeada chefe do Departamento de Biologia e Biotecnologia da Universidade Hachemita. Também em 2011, ela ganhou uma L'Oreal-UNESCO Pan-Arab Regional Fellowship for Women in Science, e um Prêmio OWSD para Jovens Cientistas do Mundo em Desenvolvimento, por seu trabalho sobre o câncer de mama, que é a causa de 35% de todas as mortes por câncer na Jordânia. Em 2015, ela foi nomeada para a Embaixada dos Estados Unidos no Hall da Fama das Mulheres na Ciência da Jordânia, e foi nomeada uma das 100 mulheres da BBC em 2016. Desde 2016, seus interesses de pesquisa incluem proteínas de ligação à actina em embriões de galinha e câncer de mama, anormalidades da cromatina do esperma humano e os efeitos do estresse oxidativo no metabolismo celular.
Ela é uma defensora da permissão de que as mulheres escolham sua própria carreira  apesar das normas sociais que enfatizam o casamento e a gravidez. Ela também defende uma legislação que apoie as mulheres no mercado de trabalho, como acesso à licença-maternidade e a cuidados infantis. Em uma entrevista, ela disse que "a Jordânia é muito permissiva quando se trata da educação e do trabalho das mulheres, mas tradicionalmente as prioridades das mulheres são pré-definidas: marido, filhos e família"  e observou que 71 dos 80 seus alunos na turma de graduação eram mulheres, mas apenas três continuaram no programa de mestrado e apenas uma concluiu o doutorado. Ela também incentiva seus alunos, muitos dos quais são mulheres de áreas não privilegiadas da Jordânia, a estudar no exterior para ampliar suas experiências científicas e culturais, com dois de seus ex-alunos de mestrado fazendo o trabalho de doutorado na Itália e no Canadá.

## Prêmios/Troféus/Ordens
- 2013 Colorado State University Distinguished International Alumni Award.[10]
- College of Natural Sciences Summer International Scholars Program Award, 2012.
- L'OREAL-UNESCO Para Mulheres na Ciência Pan-Arab Regional Fellowship, 2011.
- Prêmio da Organização para Mulheres na Ciência para o Mundo em Desenvolvimento (OWSD) para Jovens Cientistas em Biologia para a Região Árabe de 2011.
- Bolsista do Instituto King Hussein de Biotecnologia e Câncer (KHIBC), 2009.
- Primeiro lugar no Student Scientific Research Competition, King Abdallah Fund for Development, The Hashemite University, 2008.